# Заречный (Апшеронский район)
Заре́чный — хутор в Апшеронском районе Краснодарского края России. Входит в состав Кубанского сельского поселения.

## География

### Улицы
- ул. Заречная.
- ул. Луговая
- ул. Мира
- ул. Сочинская

## Население
| 2002 | 2010 |
| ---- | ---- |
| 85   | ↘82  |